# ناصر عبد المحسن البدر
ناصر عبد المحسن البدر، عضو مجلس الشورى الكويتي سنة 1921 م، ومن كبار تجار اللؤلؤ الطبيعي. ولد بالكويت في منتصف القرن التاسع عشر الميلادي، وتعلم في حلقات علمها. انتقل للحياة العملية مبكرا، حيث برع بتجارة اللؤلؤ الطبيعي، وأضحى من كبار تجاره. أرسله أمير البلاد سنة 1910م ضمن وفد بمهمة استرضاء تجار الكويت الذين هاجروا إلى الحسا، و جزيرة جنة السعودية، بعد معركة هدية، وما رافقها من قرار منع أهل الغوص دخول البحر من قبل الحكومة الكويتية، فعادوا معه إلى مسقط رأسهم بعد إلغاء القرار، كما شهد على صلح أبو ناشي، الذي انعقد بين ممثلي الشيخ فيصل الدويش، والشيخ سالم المبارك الصباح، بحضور المندوب البريطاني الميجر ا. مور  في 19 -  11 - 1920م، وذلك بعد معركة الجهراء التي كانت في  10 - 10 - 1920 م. وفي سنة 1921 اختير ليكون عضوا في مجلس شورى الدولة، واستخدم منزله كمقر مؤقت لمتحف الكويت الوطني سنة 1976م، لتراثه القيم، أوقف جزءا من ماله كصدقة جارية، وبنى العديد من المساجد ومراكز الخدمات. أطلقت الحكومة الكويتية اسمه على أحد شوارعها الرئيسة تكريما لمجهوداته، وافته المنية سنة 1928م.